# Dominion Energy
Pour les articles homonymes, voir Dominion (homonymie).
Dominion Energy, anciennement appelé Dominion Ressources, est une entreprise de production et de distribution d'électricité, basée à Richmond, en Virginie.

## Histoire
En février 2016, Dominion annonce l'acquisition de Questar, une entreprise américaine spécialisée dans le transport de gaz naturel, pour 4,4 milliards de dollars.
En janvier 2018, Dominion annonce l'acquisition de Scana, une entreprise américaine de distribution d'électricité et de gaz, présente notamment en Caroline du Sud, pour 7,9 milliards de dollars. Cette acquisition fait suite à l'abandon d'un projet de construction d'une centrale nucléaire par Scana.
En juillet 2020, Berkshire Hathaway annonce l'acquisition des activités de transports et de stockage de gaz de Dominion Energy, activité qui inclut plus de 12 000 km de gazoduc, pour 4 milliards de dollars, reprise de dette non incluse.

## Activité
Dominion est présent dans 17 états Américains:  Virginie-Occidentale,  Virginie,  Caroline du Nord, Pennsylvanie, Ohio, Wisconsin, Indiana, llinois, Connecticut, Californie, Massachusetts, Utah, Tennessee, New-York, Rhode Island, Géorgie,et  Maryland. 
Dominion a un parc de production d'électricité de 27 GW, gère 9 700 km de lignes électriques et un réseau de gaz de 23 000 km, desservant plus de 5 millions de clients.
La production d'électricité de Dominion provient à 46 % du charbon, à 41 % du nucléaire, à 9 % du gaz naturel, à 1 % du pétrole et à 3 % d'énergies renouvelables.